# چارلز اچ. بنت
چارلز هنری بنت (به انگلیسی: Charles H. Bennett) زادهٔ ۱۹۴۳، فیزیکدان، نظریه‌پرداز اطلاعات و عضو آی‌بی‌ام و انجمن فیزیک آمریکا است. وی از مفاهیم فیزیک کوانتوم برای حل مسائل مربوط به تبادل اطلاعات بهره برد. او نقش پررنگی در توضیح ارتباط علم فیزیک و اطلاعات به ویژه رایانش کوانتومی و اتوماتای سلولی ایفا کرد. او به همراه ریچارد گیلز براسارد
مفهوم رمزنگاری کوانتومی را کشف نمود. او را به عنوان یکی از بنیان‌گذاران نظریه اطلاعات کوانتومی نوین می‌شناسند.

## رمزنگاری کوانتومی
در همکاری با گیلز براسارد از دانشگاه مونترال و جان اسمولین یک پروتکل رمزنگاری به نام BB84 را برای ارتباط ایمن مبتنی بر اصل عدم قطعیت هایزنبرگ در سال ۱۹۸۹توسعه داد. این پروتکل اولین نمونهٔ کارامد برای رمزنگاری کوانتومی بود.